# Ursula Reindell
Ursula Reindell (* 1946 in Bad Kreuznach) ist eine deutsche Malerin und Bildhauerin.
Reindell studierte von 1966 bis 1974 an der Universität Mainz und an der Hochschule für Kunst und Werkerziehung und Fachschule für Gestaltung in Hamburg. Nach 1976 lebte sie freischaffend in Hamburg und Manila. Seit 1992 lebt sie in Bad Kreuznach. Sie hat in Deutschland, Bulgarien, Taiwan, Syrien, Frankreich, Finnland, Italien und auf den Philippinen ausgestellt. Werke von ihr wurden vom Ayala Museum auf den Philippinen angekauft. Sie ist Ehrenmitglied der Christian Art Society in Manila, dem Verein der Nahekünstler sowie der BBK Rheinland-Pfalz. 2008 wurde sie mit dem Kulturpreis der Stadt Bad Kreuznach ausgezeichnet.